# Lista de montes

## Por continente

### África

#### Acima de 4000 m

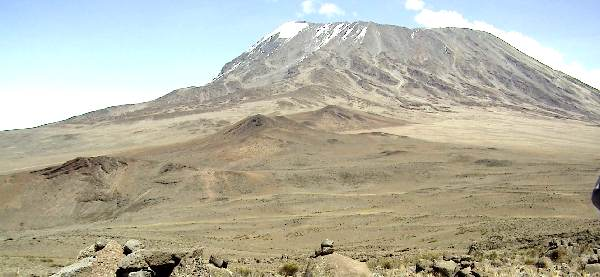
Monte Kilimanjaro

| Monte                          | Altitude (m) | País(es)                                  | Observações                                       |
| ------------------------------ | ------------ | ----------------------------------------- | ------------------------------------------------- |
| Kilimanjaro                    | 5.895        | Tanzânia                                  | O ponto mais alto da Tanzânia e de toda a África  |
| Monte Quénia                   | 5.199        | Quênia                                    | Ponto mais alto do Quénia                         |
| Monte Stanley (Pico Margarida) | 5.109        | Uganda / · República Democrática do Congo | Ponto mais alto do Uganda e da Rep. Dem. do Congo |
| Monte Meru                     | 4.566        | Tanzânia                                  |                                                   |
| Ras Dascian                    | 4.533        | Etiópia                                   | Ponto mais alto da Etiópia                        |
| Monte Karisimbi                | 4.507        | Ruanda / · República Democrática do Congo | Ponto mais alto do Ruanda                         |
| Monte Elgon                    | 4.321        | Quênia                                    |                                                   |
| Monte Batu                     | 4.307        | Etiópia                                   |                                                   |
| Monte Abuna Yosef              | 4.190        | Etiópia                                   |                                                   |
| Jbel Toubkal                   | 4.167        | Marrocos                                  | Ponto mais alto de Marrocos e do Norte de África  |
| Monte Talo                     | 4.154        | Etiópia                                   |                                                   |
| Monte Camarões                 | 4.070        | Camarões                                  | Ponto mais alto dos Camarões                      |

#### Até aos 4000 m
| Monte              | Altitude (m) | País(es)              | Observações                                                                   |
| ------------------ | ------------ | --------------------- | ----------------------------------------------------------------------------- |
| Lesatima           | 3.999        | Quênia                |                                                                               |
| Tirhermt           | 3.770        | Marrocos              |                                                                               |
| Ari n'Ayachi       | 3.737        | Marrocos              |                                                                               |
| Teide              | 3.717        | Espanha               | O ponto mais alto de Espanha, nas Ilhas Canárias (geograficamente, em África) |
| Thabana Ntlenyana  | 3.482        | Lesoto                | Ponto mais alto do Lesoto e da África Austral                                 |
| Emi Koussi         | 3.415        | Chade                 | Ponto mais alto do Chade                                                      |
| Njesuthi           | 3.408        | Lesoto/ África do Sul | Ponto mais alto da África do Sul                                              |
| Tarso Emisou       | 3.376        | Chade                 |                                                                               |
| Adrar-Bou-Nasseur  | 3.340        | Marrocos              |                                                                               |
| Gebel Siroua       | 3.304        | Marrocos              |                                                                               |
| Kinyeti            | 3.187        | Sudão do Sul          | Ponto mais alto do Sudão do Sul                                               |
| Gebel Marra        | 3.088        | Sudão                 |                                                                               |
| Monte Santa Isabel | 3.008        | Guiné Equatorial      | Ponto mais alto da Guiné Equatorial                                           |
| Monte Mulanje      | 3.000        | Malawi                | Ponto mais alto do Malawi                                                     |

### América do NorteeCentral

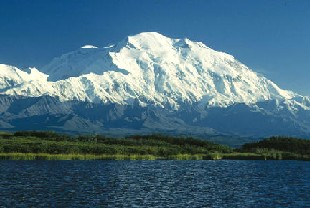
Monte McKinley / Denali

| Monte                    | Altitude (m) | País(es)       | Observações                                      |
| ------------------------ | ------------ | -------------- | ------------------------------------------------ |
| Monte McKinley ou Denali | 6.194        | Estados Unidos | Ponto mais alto dos E.U.A. e da América do Norte |
| Logan                    | 5.959        | Canadá         | Ponto mais alto do Canadá                        |
| Pico de Orizaba          | 5.636        | México         | Ponto mais alto do México e da América Central   |
| Monte Santo Elias        | 5.489        | Estados Unidos |                                                  |
| Popocatépetl             | 5.452        | México         |                                                  |
| Monte Foraker            | 5.304        | Estados Unidos |                                                  |
| Ixtaccíhuatl             | 5.230        | México         |                                                  |
| Monte Blackburn          | 4.996        | Estados Unidos |                                                  |
| Nevado de Toluca         | 4.690        | México         |                                                  |
| Monte Fairweather        | 4.663        | Estados Unidos |                                                  |
| Monte Whitney            | 4.418        | Estados Unidos |                                                  |
| Monte Elbert             | 4.399        | Estados Unidos |                                                  |
| Monte Rainier            | 4.392        | Estados Unidos |                                                  |
| Monte Blanca             | 4.372        | Estados Unidos |                                                  |
| Monte Grays              | 4.349        | Estados Unidos |                                                  |
| Monte Wilson             | 4.342        | Estados Unidos |                                                  |
| Monte Shasta             | 4.317        | Estados Unidos |                                                  |
| Nevado de Colima         | 4.265        | México         |                                                  |
| Monte Tajumulco          | 4.220        | Guatemala      | Ponto mais alto da Guatemala                     |
| Monte Gannett            | 4.207        | Estados Unidos |                                                  |
| Monte Uinta              | 4.114        | Estados Unidos |                                                  |
| Peña Nevada              | 4.054        | México         |                                                  |
| Big Horn                 | 4.013        | Estados Unidos |                                                  |
| Monte Ritter             | 4.010        | Estados Unidos |                                                  |
| Monte Absaroka           | 4.006        | Estados Unidos |                                                  |
| Monte Vsevidof           | 2.149        | Estados Unidos |                                                  |

### América do Sul

#### Acima de 6000m
| Monte             | Altitude (m) | País(es)            | Observações                                            |
| ----------------- | ------------ | ------------------- | ------------------------------------------------------ |
| Aconcágua         | 6.962        | Argentina           | Ponto mais alto da Argentina e do continente americano |
| Ojos del Salado   | 6.893        | Argentina / · Chile | Ponto mais alto do Chile                               |
| Monte Pissis      | 6.795        | Argentina           |                                                        |
| Cerro Bonete      | 6.759        | Argentina           |                                                        |
| Tupungato         | 6.750        | Argentina / · Chile |                                                        |
| Mercedario        | 6.720 (?)    | Argentina / · Chile |                                                        |
| Huascarán         | 6.768        | Peru                | Ponto mais alto do Peru                                |
| Llullaillaco      | 6.739        | Argentina / · Chile |                                                        |
| Monte San Martín  | 6.720        | Argentina           |                                                        |
| Yerupaja          | 6.635        | Peru                |                                                        |
| Galán             | 6.600        | Argentina           |                                                        |
| Nevado Sajama     | 6.542        | Bolívia             | Ponto mais alto da Bolívia                             |
| Illimani          | 6.438        | Bolívia             |                                                        |
| Coropuna          | 6.425        | Peru                |                                                        |
| Illampu           | 6.421        | Bolívia             |                                                        |
| Ausangate         | 6.384        | Peru                |                                                        |
| Vulcão Parinacota | 6.362        | Chile / · Bolívia   |                                                        |
| Chimborazo        | 6.310        | Equador             | Ponto mais alto do Equador                             |
| Salcantay         | 6.271        | Peru                |                                                        |
| Chachani          | 6.075        | Peru                |                                                        |

#### De 5000m a 6000m

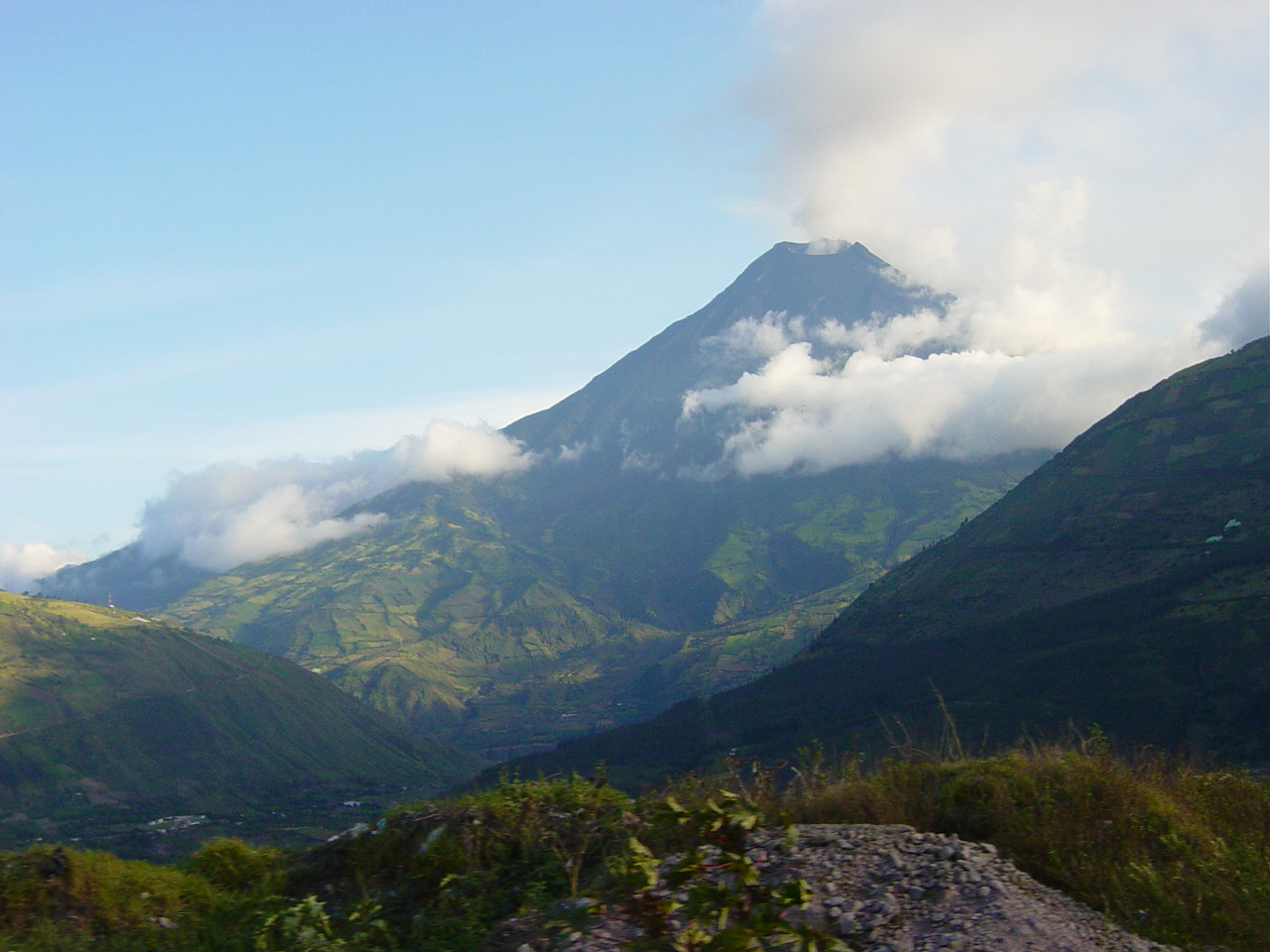
Vulcão Tungurahua

| Monte                | Altitude (m) | País(es)            | Observações                               |
| -------------------- | ------------ | ------------------- | ----------------------------------------- |
| Licancabur           | 5.920        | Chile / · Bolívia   |                                           |
| Aucanquilcha         | 6.180        | Chile               |                                           |
| Palomani             | 5.999        | Bolívia / · Peru    |                                           |
| Tacora               | 5.988        | Chile / · Peru      |                                           |
| Cotopaxi             | 5.897        | Equador             |                                           |
| Misti                | 5.822        | Peru                |                                           |
| Cayambe              | 5.790        | Equador             |                                           |
| Pico Cristóbal Colón | 5.775        | Colômbia            | Um dos dois pontos mais altos da Colômbia |
| Pico Simón Bolívar   | 5.775        | Colômbia            | Um dos dois pontos mais altos da Colômbia |
| Nevado del Huila     | 5.700        | Colômbia            |                                           |
| Nevado de Cocuy      | 5.493        | Colômbia            |                                           |
| Cordón del Azufre    | 5.463        | Argentina / · Chile |                                           |
| Nevado del Ruiz      | 5.389        | Colômbia            |                                           |
| Sillajhuay           | 5.375        | Chile               |                                           |
| Rancágua             | 5.323        | Chile / · Argentina |                                           |
| Nevado de Tolima     | 5.215        | Colômbia            |                                           |
| Tungurahua           | 5.016        | Equador             |                                           |

#### De 4000m a 5000m

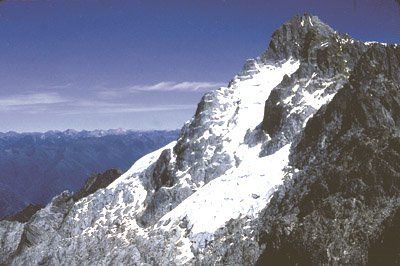
Pico Bolívar, vertente norte

| Monte          | Altitude (m) | País(es)  | Observações                  |
| -------------- | ------------ | --------- | ---------------------------- |
| Pico Bolívar   | 4.981        | Venezuela | Ponto mais alto da Venezuela |
| Domuyo Voloano | 4.709        | Argentina |                              |
| San Valentín   | 4.058        | Chile     |                              |

#### Abaixo dos 3000m
| Monte                   | Altitude (m) | País(es) | Observações                             |
| ----------------------- | ------------ | -------- | --------------------------------------- |
| Pico da Neblina         | 2.993        | Brasil   | Ponto mais alto do Brasil               |
| Pico 31 de Março        | 2.972        | Brasil   |                                         |
| Pico da Bandeira        | 2.892        | Brasil   | Ponto mais alto do Planalto Brasileiro. |
| Pedra da Mina           | 2.797        | Brasil   |                                         |
| Pico das Agulhas Negras | 2.792        | Brasil   |                                         |

### Antártida

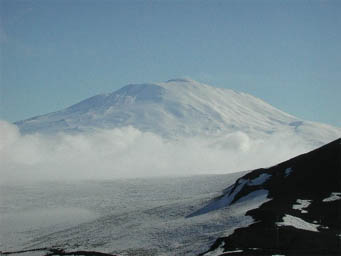
Monte Érebo

| Monte                | Altitude (m) |
| -------------------- | ------------ |
| Maciço Vinson        | 5.140        |
| Monte Kirkpatrick    | 4.578        |
| Monte Jackson        | 4.190        |
| Monte Sidley         | 4.181        |
| Monte Fritjof Nansen | 4.069        |
| Monte Horlick        | 3.932        |
| Monte Érebo          | 3.794        |
| Monte Sabine         | 3.719        |
| Monte Hawkes         | 3.660        |
| Coman                | 3.657        |
| Verterkaka           | 3.630        |
| Monte Berlin         | 3.498        |
| Monte Takahe         | 3.398        |
| Monte Menzies        | 3.355        |
| Monte Albert Markham | 3.207        |
| Monte Siple          | 3.100        |

### Ásia
Na Ásia Central situam-se todas as montanhas acima dos 7.000 metros de altitude. Indicam-se abaixo algumas das mais relevantes.

#### Acima dos 8000m

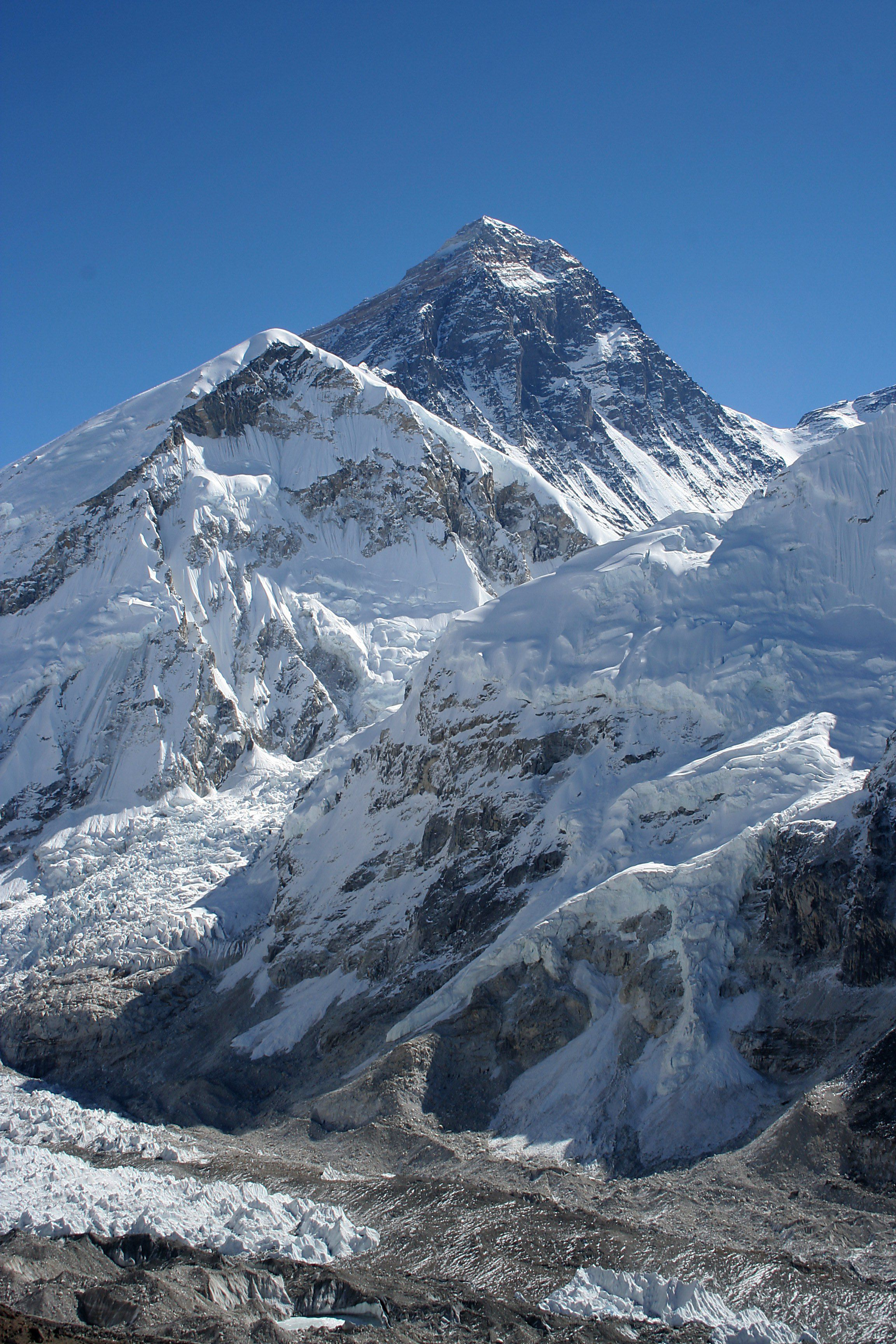
Monte Everest

| Monte         | Altitude (m) | País(es)         | Observações                                   |
| ------------- | ------------ | ---------------- | --------------------------------------------- |
| Monte Everest | 8.848        | Nepal/ China     | Ponto mais alto do Nepal, da China e da Terra |
| K2            | 8.611        | Paquistão/ China | Ponto mais alto do Paquistão                  |
| Kanchenjunga  | 8.586        | Nepal/ Índia     | Ponto mais alto da Índia                      |
| Lhotse I      | 8.516        | Nepal/ China     |                                               |
| Makalu I      | 8.462        | Nepal/ China     |                                               |
| Lhotse II     | 8.400        | Nepal/ China     |                                               |
| Cho Oyu       | 8.201        | Nepal/ China     |                                               |
| Dhaulagiri    | 8.167        | Nepal            |                                               |
| Manaslu I     | 8.156        | Nepal            |                                               |
| Nanga Parbat  | 8.125        | Paquistão        |                                               |
| Annapurna I   | 8.091        | Nepal            |                                               |
| Gasherbrum I  | 8.068        | Paquistão        |                                               |
| Broad Peak    | 8.047        | China/ Paquistão |                                               |
| Gasherbrum II | 8.035        | China/ Paquistão |                                               |
| Shishapangma  | 8.013        | China            |                                               |

#### Acima dos 7000m
| Monte                | Altitude (m) | País(es)                 | Observações                                                                |
| -------------------- | ------------ | ------------------------ | -------------------------------------------------------------------------- |
| Gyachung Kang        | 7.952        | Nepal / · China          |                                                                            |
| Annapurna II         | 7.937        | Nepal                    |                                                                            |
| Gasherbrum IV        | 7.932        | Paquistão                |                                                                            |
| Distaghil Sar        | 7.884        | Paquistão                |                                                                            |
| Masherbrum           | 7.821        | Paquistão                |                                                                            |
| Nanda Devi           | 7.817        | Índia                    |                                                                            |
| Namcha Barwa         | 7.756        | China                    |                                                                            |
| Tirich Mir           | 7.690        | Paquistão                | O monte mais alto do Hindu Kush                                            |
| Kongur Tagh          | 7.649        | China                    |                                                                            |
| Gangkhar Puensum     | 7.570        | Butão/ · China           | Ponto mais alto do Butão e também a mais alta montanha ainda não escalada. |
| Gongga Shan          | 7.556        | China                    |                                                                            |
| Pico Ismail Samani   | 7.495        | Tajiquistão              | Ponto mais alto da antiga URSS. Chamava-se na época Pico do Comunismo.     |
| Noshaq               | 7.492        | Afeganistão/ Paquistão   | Ponto mais alto do Afeganistão                                             |
| Pico Jengish Chokusu | 7.439        | Quirguistão/ · China     | Ponto mais alto do Quirguistão                                             |
| Monte Chomo Lhari    | 7.313        | Butão/ · China           |                                                                            |
| Muztag               | 7.282        | China                    |                                                                            |
| Nunkun               | 7.135        | Índia                    |                                                                            |
| Pico Lenine          | 7.134        | Tajiquistão/ Quirguistão | Chama-se também Pico Avicena (Ibn Sena)                                    |
| Monte Api            | 7.132        | Nepal                    |                                                                            |
| Monte Kangto         | 7.089        | Índia                    |                                                                            |
| Monte Shilla         | 7.026        | Índia                    |                                                                            |
| Khan-Tengri          | 7.010        | Cazaquistão              | Ponto mais alto do Cazaquistão                                             |

### Europa

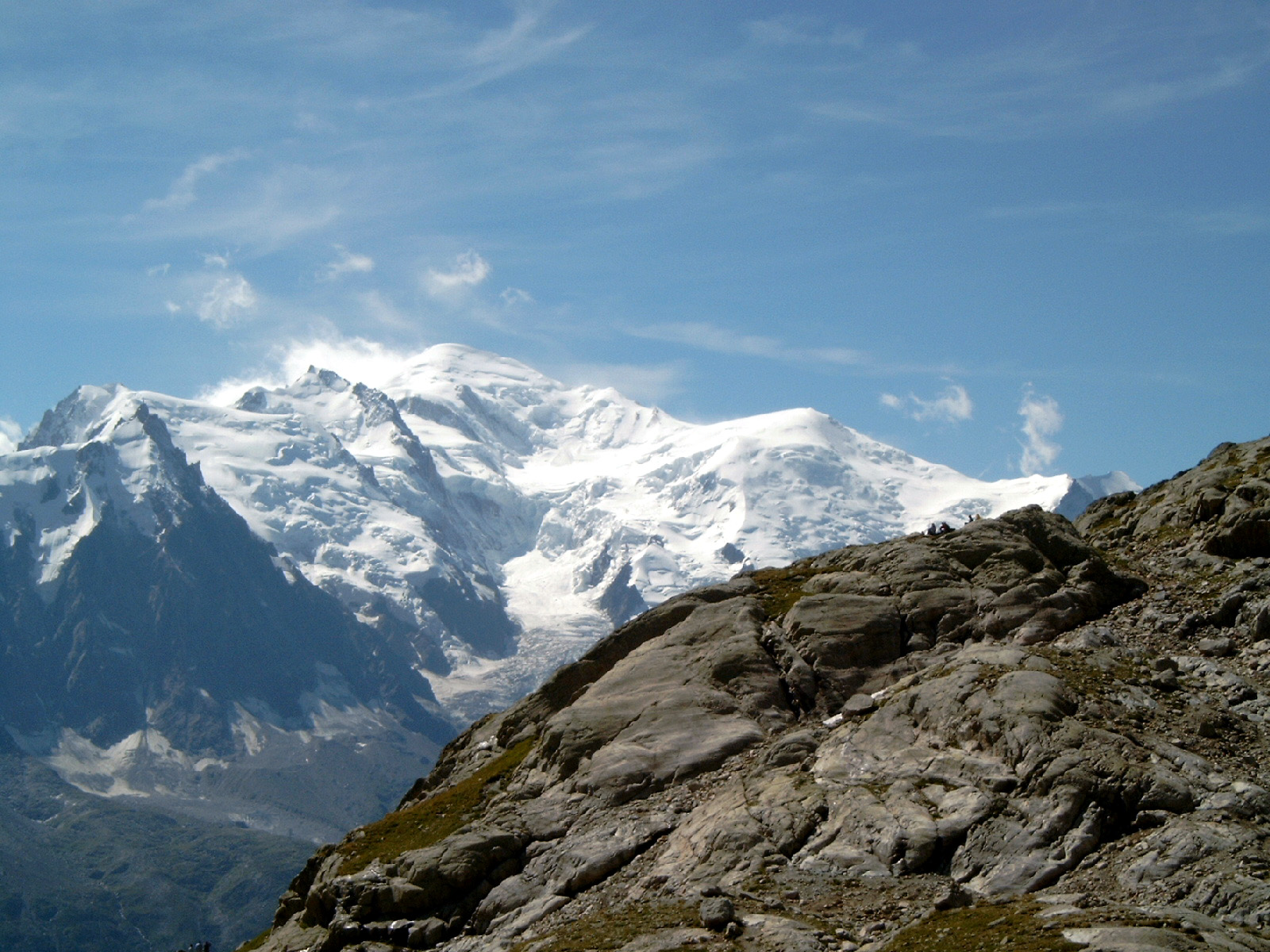
Monte Branco

#### Acima de 4000 m
| Monte                       | Altitude (m) | País(es)           | Observações                                  |
| --------------------------- | ------------ | ------------------ | -------------------------------------------- |
| Elbrus                      | 5.642        | Rússia             | Ponto mais alto da Rússia e de toda a Europa |
| Dykh-Tau                    | 5.205        | Rússia             |                                              |
| Chkhara                     | 5.201        | Geórgia / · Rússia | Ponto mais alto da Geórgia                   |
| Monte Branco                | 4.807        | França/ · Itália   | Ponto mais alto de França e da Itália        |
| Pico Dufour                 | 4.637        | Itália/ · Suíça    | Ponto mais alto da Suíça                     |
| Mischabel                   | 4.545        | Suíça              |                                              |
| Weisshorn                   | 4.505        | Suíça              |                                              |
| Bazarduzu Dagi              | 4.485        | Azerbaijão         | Ponto mais alto do Azerbaijão                |
| Monte Cervino ou Matterhorn | 4.478        | Itália/ · Suíça    |                                              |
| Finsteraarhorn              | 4.274        | Suíça              |                                              |
| Jungfrau                    | 4.158        | Suíça              |                                              |
| Maciço dos Écrins           | 4.102        | França             |                                              |
| Monte Aragats               | 4.095        | Armênia            | Ponto mais alto da Arménia                   |
| Gran Paradiso               | 4.061        | Itália             |                                              |
| Bernina                     | 4.050        | Itália/ · Suíça    |                                              |

#### De 3000m a 4000m
| Monte          | Altitude (m) | País(es) | Observações                            |
| -------------- | ------------ | -------- | -------------------------------------- |
| Monviso        | 3.841        | Itália   |                                        |
| Grossglockner  | 3.797        | Áustria  | Monte mais alto da Áustria             |
| Teide          | 3.718        | Espanha  | Monte mais alto de Espanha             |
| Monte Adamello | 3.539        | Itália   |                                        |
| Mulhacén       | 3.482        | Espanha  | Monte mais alto da Espanha continental |
| Monte Aneto    | 3.404        | Espanha  |                                        |
| Monte Perdido  | 3.355        | Espanha  |                                        |
| Marmolada      | 3.343        | Itália   |                                        |
| Wilhorn        | 3.248        | Suíça    |                                        |
| Arpelistock    | 3.035        | Suíça    |                                        |

#### Até 3000m
| Monte                | Altitude (m) | País(es)                       | Observações                                    |
| -------------------- | ------------ | ------------------------------ | ---------------------------------------------- |
| Zugspitze            | 2.962        | Alemanha                       | Ponto mais alto da Alemanha                    |
| Coma Pedrosa         | 2.942        | Andorra                        | Ponto mais alto de Andorra                     |
| Musala               | 2.925        | Bulgária                       | Ponto mais alto da Bulgária                    |
| Monte Olimpo         | 2.919        | Grécia                         | Ponto mais alto da Grécia                      |
| Six des Eaux Froides | 2.905        | Suíça                          |                                                |
| Six Rouge            | 2.891        | Suíça                          |                                                |
| Monte Triglav        | 2.863        | Eslovênia                      | Ponto mais alto da Eslovénia                   |
| Spitzhorn            | 2.808        | Suíça                          |                                                |
| Wildstrubel          | 2.793        | Suíça                          |                                                |
| Monte Korab          | 2.764        | Albânia / · Macedônia do Norte | Ponto mais alto da Albânia e da Macedónia      |
| Gond                 | 2.710        | Suíça                          |                                                |
| Maja Jezercë         | 2.692        | Albânia                        |                                                |
| Ðeravica             | 2.656        | Sérvia                         | Ponto mais alto da Sérvia (situa-se no Kosovo) |
| Pico Gerlachov       | 2.655        | Eslováquia                     | Ponto mais alto da Eslováquia                  |
| Europa               | 2.648        | Espanha                        |                                                |
| Grauspitz            | 2.599        | Liechtenstein                  | Ponto mais alto do Liechtenstein               |
| Moldoveanu           | 2.543        | Roménia                        | Ponto mais alto da Roménia                     |
| Gilferhorn           | 2.542        | Suíça                          |                                                |
| Durmitor             | 2.522        | Mónaco                         | Ponto mais alto do Montenegro                  |
| Galdhøpiggen         | 2.469        | Noruega                        | Ponto mais alto da Noruega                     |
| Gummfluh             | 2.458        | Suíça                          |                                                |
| Grange               | 2.433        | França                         |                                                |
| Iffigenhorn          | 2.378        | Suíça                          |                                                |
| Botev                | 2.376        | Bulgária                       |                                                |
| Wisttathorn          | 2.362        | Suíça                          |                                                |
| Ponta do Pico        | 2.351        | Portugal                       | Ponto mais alto de Portugal                    |
| Witenberghorn        | 2.350        | Suíça                          |                                                |
| Tour d'Ai            | 2.331        | Suíça                          |                                                |
| Wildhorn H.          | 2.301        | Suíça                          |                                                |
| Teleno               | 2.188        | Espanha                        |                                                |
| Monte d'Or           | 2.175        | Suíça                          |                                                |
| Le Grammont          | 2.172        | França                         |                                                |
| Midžor               | 2.175        | Sérvia                         | Ponto mais alto da Sérvia (excluindo o Kosovo) |
| Peña Trevinca        | 2.127        | Espanha                        |                                                |
| Isanfleuron          | 2.114        | Suíça                          |                                                |
| Kebnekaise           | 2.111        | Suécia                         | Ponto mais alto da Suécia                      |
| Hvannadalshnúkur     | 2.110        | Islândia                       | Ponto mais alto da Islândia                    |
| Tauben               | 2.107        | Suíça                          |                                                |
| Chauffé              | 2.095        | França                         |                                                |
| Hoverla              | 2.061        | Ucrânia                        | Ponto mais alto da Ucrânia                     |
| Wallegghörnli        | 2.050        | Suíça                          |                                                |
| Pes de Cheville      | 2.038        | Suíça                          |                                                |
| Trüttlisbergpass     | 2.038        | Suíça                          |                                                |
| Galtenhütte          | 2.002        | Suíça                          |                                                |
| La Videmanette       | 2.000        | Suíça                          |                                                |
| Ober Laubhorn        | 2.000        | Suíça                          |                                                |
| Serra da Estrela     | 1.993        | Portugal                       | Ponto mais alto de Portugal Continental        |